# 臭曲霉
臭曲霉（学名：Aspergillus foetidus）是属于散囊菌目发菌科曲霉属的一种真菌，可生长在土壤、酒曲等基物上。该种分布于中国、印度等地。